# 圣卡夏诺
圣卡夏诺（義大利語：San Cassiano），是意大利莱切省的一个市镇。总面积8.55平方公里，人口2133人，人口密度249.5人/平方公里（2009年）。ISTAT代码为075095。